# (466650) 2014 WX63
(466650) 2014 WX63 es un asteroide perteneciente al cinturón de asteroides, descubierto el 10 de agosto de 2007 por el equipo Spacewatch desde el Observatorio Nacional de Kitt Peak (Arizona, Estados Unidos).